# Warmond

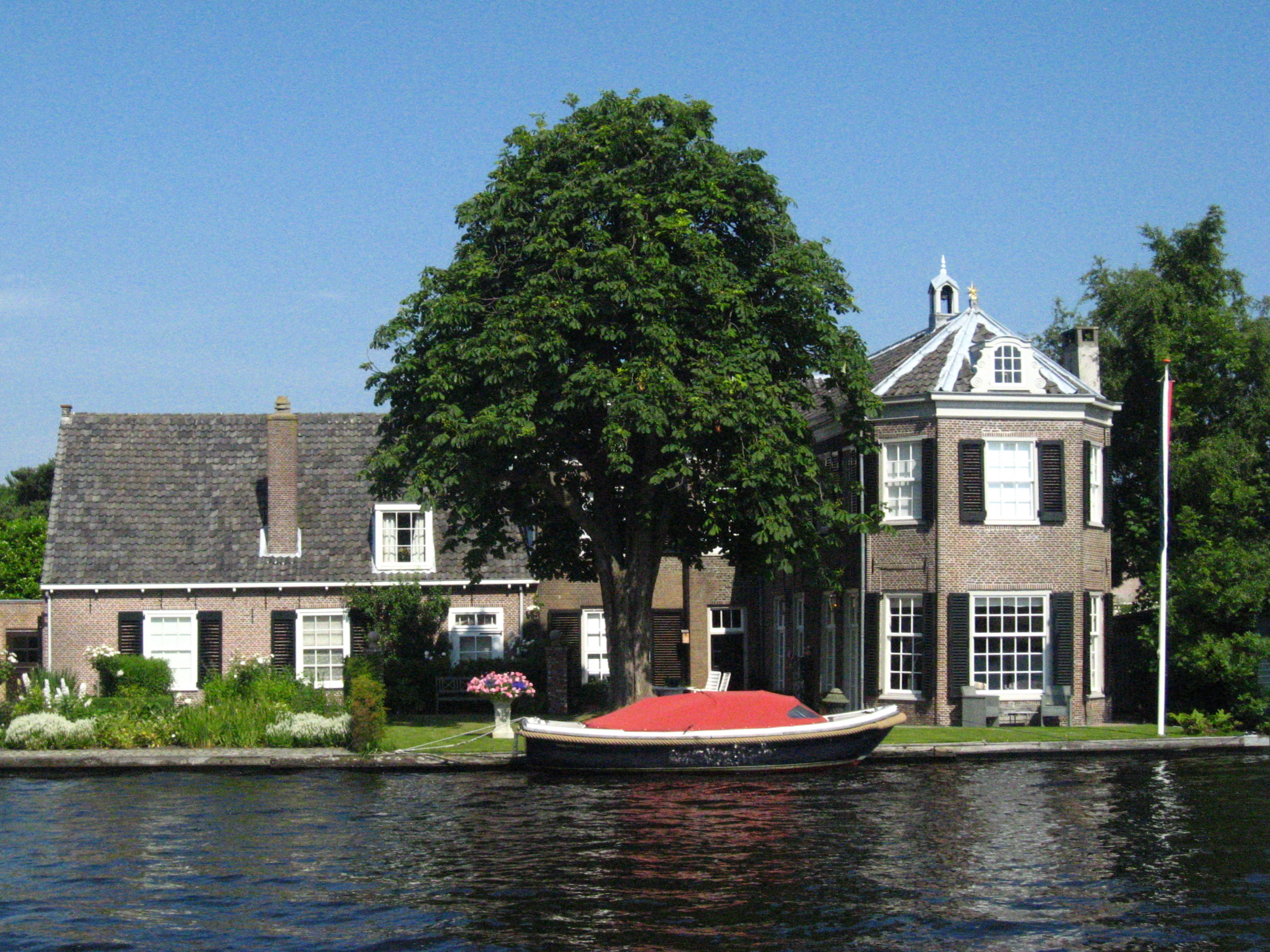

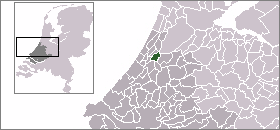
Warmonds läge

Warmond var en kommun i provinsen Zuid-Holland i Nederländerna. Kommunens totala area var 14,42 km² (där 4,42 km² är vatten) och invånarantalet var på 4 977 invånare (2004). Den 1 januari 2006 slogs kommunerna Warmond, Voorhout, och Sassenheim samman till Teylingen.